# Eopsaltria
Eopsaltria Swainson, 1832 è un genere di uccelli della famiglia dei Petroicidi; comprende due piccole specie di foresta note in Australia come Yellow Robins («pettirossi gialli»). Il nome Eopsaltria deriva dal greco antico e vuol dire «che canta all'alba», in riferimento all'abitudine di cinguettare in coro in tale momento della giornata propria di questi uccelli. Le specie di questo genere sono curiose e vivaci e talvolta si spingono ad appollaiarsi addirittura sulle spalle o sugli scarponi di coloro che si addentrano nella boscaglia. Loro ambiente preferito sono i boschetti aperti di eucalipto. L'ornitologo John Gould paragonò il comportamento e le abitudini del pigliamosche giallo australiano e del pettirosso pettogrigio a quelle del pettirosso europeo. I primi a coniare il termine Yellow Robin furono i coloni del Nuovo Galles del Sud, che chiamavano così il pigliamosche giallo australiano.

## Tassonomia
L'ornitologo William Swainson introdusse il genere Eopsaltria nel 1832, classificando in esso l'uccello noto allora come tordo pettogiallo (Pachycephala australis).
Il genere Eopsaltria comprende due specie:
- Eopsaltria australis (Shaw, 1790) - pigliamosche australiano pettogiallo;
- Eopsaltria griseogularis Gould, 1838 - pigliamosche australiano pettogrigio.

In passato il pigliamosche australiano pettogiallo è stato a più riprese suddiviso in due specie a parte, una settentrionale (E. chrysorrhoa) e una meridionale.
Anche un'altra specie, la balia delle mangrovie (Peneothello pulverulenta), è stata spesso inserita in questo genere. Sebbene il suo piumaggio ricordi molto quello del pigliamosche australiano pettobianco (Quoyornis georgianus), un tempo inserito in Eopsaltria ma recentemente posto nel genere a sé Quoyornis, le analisi del DNA hanno rivelato una parentela più stretta con le specie del genere Peneothello, endemiche della Nuova Guinea.
In passato venivano inserite in questo genere anche le due specie attualmente classificate nel genere Tregellasia: il pigliamosche australiano giallo pallido (Tregellasia capito) e il pigliamosche australiano facciabianca (T. leucops). Tale trattamento veniva riservato anche al pigliamosche della Nuova Caledonia (Cryptomicroeca flaviventris), a causa delle sue somiglianze nel piumaggio, ma le analisi genetiche del DNA nucleare e mitocondriale ne hanno confermato l'appartenenza ad un genere a sé, Cryptomicroeca. È da dire, tuttavia, che l'aspetto dei nidi e delle uova di questa specie ricorda più da vicino quelli delle specie di Microeca che quelli delle specie di Eopsaltria.